# Ortnamnsrådet
Ortnamnsrådet är ett samarbetsorgan för ortnamnsfrågor, bildat 1985 och knutet till Lantmäteriet som är den nationella ortnamnsmyndigheten i Sverige.
Ortnamnsrådet fattar inga formella beslut. Rådets huvuduppgifter är att tolka och informera om innebörden av god ortnamnssed ( § 4 Lagen 1988:950 om kulturminnen m.m., ändrad 2000:265) samt ge vägledning och rekommendationer till beslutande myndighet för att underlätta beslut i konkreta fall. Rådet avger skriftliga utlåtanden i principiellt viktiga fall.
Beslutande myndigheter när det gäller nya ortnamn är kommunerna inom detaljplaneområden, utanför dessa är det Lantmäteriet. Beslut om ändring av hävdvunna ortnamn fattas alltid av Lantmäteriet.
I rådet ingår representanter för:
- Lantmäteriet
- Universiteten
- Sveriges hembygdsförbund
- Svenska språkrådet
- Riksantikvarieämbetet
- Sveriges kommuner och regioner
- Posten AB
- Institutet för språk och folkminnen
- Sametinget
- Transportstyrelsen
- Trafikverket
- Svenska kyrkan